# 왕성옥
왕성옥(王成玉, 1964년 2월 3일 ~ )은 대한민국 경기도의회 의원이다.

## 학력
- 이화여대 부속 이화금란중,고등학교 졸업
- 이화여자대학교 졸업
- 서강대학교 공공정책대학원 석사 졸업(사회복지학)
- 중앙대학교 대학원 의회학과 박사과정 수료

## 경력
- 한국양성평등교육진흥원 선임연구원
- 경기도 청소년수련원 팀장
- 여세연 경기지부 대표
- 민주당 여성리더십센터 운영위원
- 2018.07 ~ 2022.06: 제10대 경기도의회 의원 (초선, 비례대표)
- 주식회사 온북TV 경영총괄본부장

## 역대 선거 결과
|  | 52.81% |

|  | 48.76% |